# 查爾斯·施瓦布
查爾斯·羅伯特·施瓦布（英語：Charles Robert Schwab，1937年7月29日—），是一名美國投資人和金融人員、嘉信理財集團的創辦人及現任主席。2008年卸下嘉信理財集團的執行長職務，但仍保持主席及最大股東的身分。
2017年2月，福布斯評估他的身價約為82億美元，為福布斯美國400富豪榜中的第76名。

## 職業經歷
1963年，查爾斯施瓦布和三名合夥人創辦了一份投資型報訊——「投資指標」（Investment Indicator），這份報訊最多有3000位訂閱者。1971年4月，施瓦布創辦了「第一司令證券公司」（First Commander Corporation），以提供傳統的證券經紀商服務並發行「施瓦布投資報訊」（Schwab investment newsletter）。
1973年，第一司令證券公司改名為嘉信理財集團（Charles Schwab & Co., Inc.）。 1975年，發生了一件證券經紀界的重大轉折，美國證券交易委員會通過了一條修正案，允許證券經紀商可自由選擇手續費收取額度。施瓦布因此做了一系列改革性的政策，第一，他將手續費直接減半；第二，他公司旗下的股票經紀人將按時薪計酬，而非業績；第三，施瓦布不會給予客戶任何投資建議。嘉信也設立了一個全國免費電話專線好讓客戶下單。
1975年九月，施瓦布在加州的沙加緬度開了第一間分行，之後逐漸擴展，並透過高度自動化來縮減支出。1980年，嘉信設立了業界首創的24小時報價服務，同時客戶總數也提升到了14萬7000人。1981年嘉信成為紐約證交所的成員，客戶總數22萬2000人。1982年，嘉信成為首個提供24/7全年無休下單即報價服務的券商，並在香港開了第一間海外辦公室，客戶總數達到37萬4000人。
自1995年至今，嘉信為最大的折扣證券經紀商，每年有14億收入並管理2000億資金。1996年，嘉信有360萬個活動帳戶。
施瓦布一直以來持續以電腦化取代紙本。1990年代中期，資訊科技崛起，嘉信於1996年提供客戶在網路上售賣股票、共同基金及債券，成為首個如此先進的主流券商。嘉信的每次網路交易手續費為39美元，而一般來說通常要160美元。2000年，嘉信開創了電子下單，透過PocketBroker應用程式，客戶能在黑莓機、Palm、Windows CE等裝置進行交易。施瓦布甚至在2003年開設了嘉信銀行(Charles Schwab Bank)。

## 延伸閲讀
- Cronin, Mary J. Banking and Finance on the Internet (John Wiley & Sons, 1998). online （页面存档备份，存于）
- Ingham, John N., and Lynne B. Feldman. Contemporary American business leaders: a biographical dictionary (Greenwood, 1990). pp 566–71.
- Kador, John. Charles Schwab: How one company beat Wall Street and reinvented the brokerage industry (John Wiley & Sons, 2002). excerpt （页面存档备份，存于）.
- Silver, A. David. Entrepreneurial Megabucks: The 100 Greatest Entrepreneurs of the Last 25 Years (1985).
- Willis, Rod. "Charles Schwab: High-Tech Horatio Alger?" Management Review (Sept. 1986) 75#9 pp 17–20

## 外部連結
- Charles Schwab - official biography, Charles Schwab Corp.
- Charles and Helen Schwab Foundation